# Esarcato patriarcale dell'Europa occidentale
L'esarcato patriarcale dell'Europa occidentale (in russo Патриарший экзархат Западной Европы?) è una suddivisione canonica della Chiesa ortodossa russa, istituito il 28 dicembre 2018, con sede nella città di Parigi.
La massima autorità dell'esarcato è l'eparca di Korsun, che ha il titolo di "esarca di Korsun e dell'Europa occidentale".
Sullo stesso territorio di quest'esarcato patriarcale coesistono altre giurisdizioni ecclesiastiche di tradizione russa e appartenenti alla Chiesa ortodossa russa:
- l'Eparchia di Londra e dell'Europa occidentale, della Chiesa ortodossa russa fuori dalla Russia;
- l'Arcieparchia delle parrocchie di tradizione russa dell'Europa occidentale, direttamente soggetta al patriarca di Mosca.

## Storia
L'esarcato patriarcale è stato istituito dal Santo Sinodo della Chiesa ortodossa russa il 28 dicembre 2018, con giurisdizione sui seguenti Paesi dell'Europa occidentale: Andorra, Belgio, Francia, Irlanda, Italia, Liechtenstein, Lussemburgo, Monaco, Paesi Bassi, Portogallo, Regno Unito, Spagna e Svizzera.
Il 26 febbraio 2019 il Santo Sinodo ha approvato il regolamento interno dell'esarcato dell'Europa occidentale.

## Struttura
L'esarcato patriarcale dell'Europa occidentale ha sede a Parigi ed è costituito da 5 eparchie:
- Eparchia di Korsun (in russo Корсунская епархия?)
- Eparchia di Surozh (in russo Сурожская епархия?)
- Eparchia di Bruxelles e del Belgio (in russo Брюссельско-Бельгийская епархия?)
- Eparchia dell'Aia e dei Paesi Bassi (in russo Гаагско-Нидерландская епархия?)
- Eparchia di Spagna e Portogallo (in russo Испанско-Португальская епархия?)

Le parrocchie ortodosse in Italia costituiscono un'entità ecclesiastica separata, denominata Parrocchie del Patriarcato di Mosca nella Repubblica Italiana (in russo Приходы Московского Патриархата в Итальянской Республике?).